# Kankarwa
Kankarwa (ou Kankaroua) est un village du Cameroun situé dans le département du Mayo-Danay et la Région de l'Extrême-Nord, à proximité de la frontière avec le Tchad. Il fait partie de la commune de Datcheka et du canton de Doukoula.

## Population
En 1967 Kankarwa comptait 452 habitants, principalement Toupouri. Lors du recensement de 2005, 557 personnes y ont été dénombrées.